# González Moreno
González Moreno es una localidad argentina del partido de Rivadavia, en la provincia de Buenos Aires. Se encuentra próxima al límite con la provincia de La Pampa.

## Ubicación
La localidad se encuentra en el noroeste de la provincia de Buenos Aires, en el límite con la provincia de La Pampa.
Se accede por el Este mediante la ruta provincial N.º 4 desde la ciudad de General Pico, de la cual dista 43 km. Por el Oeste se ingresa por la ruta provincial 70 desde la localidad de América, la cual se encuentra a 45 km. de distancia.

## Distancias en ruta
- General Pico (L.P.) 43 km.
- Santa Rosa (L.P.) 168 km. .
- Junin (B.A.) 281 km.
- Río Cuarto (Cba.) 357 km.
- Rosario (S.F.) 451 km.
- San Luis (S.L.) 457 km.
- Capital Federal 528 km.
- Córdoba (Cba.) 555 km.
- La Plata (B.A.) 579 km
- Neuquén (Nqn.) 714 km.
- Mendoza (Mdz.) 716 km.
- Posadas (Mis.) 1450 km.
- La Quiaca (Juj.) 1724 km.
- Ushuaia (T.d.F.) 2698 km.

## Ferrocarril
La estación de ferrocarril fue construida en 1903 con el nombre de Meridiano V y los servicios empezaron a correr el 1 de agosto de 1904. El 13 de noviembre de 1938, se dispuso que la estación pasara a llamarse González Moreno. Utilizaba los servicios del Ferrocarril Sarmiento. Actualmente sólo funciona para el transporte de cargas.

## Población
Cuenta con 1,867 habitantes (Indec, 2010), lo que representa un incremento del 12,26% frente a los 1,663 habitantes (Indec, 2001) del censo anterior.
| Gráfica de evolución demográfica de González Moreno entre 1991 y 2010 |
|                                                                       |
| Fuente: Censos nacionales del INDEC                                   |

## Historia
González Moreno está emplazado en un lugar estratégico en el límite de las provincias de La Pampa y Buenos Aires. Las bondades de la tierra y las rutas comerciales fueron atracción para todos. En el pasado los indios ranqueles habitaban en esta zona; a ellos se fueron sumando criollos provenientes del sur de Santa Fe, Córdoba y Buenos Aires, y los inmigrantes que arribaron al país buscando buenas tierras para poder desarrollar una actividad que conocían bien: la agricultura. 
El 1 de mayo de 1879 le fueron adjudicados a don Francisco Viñas (1843-1933), casado en 1869 en los pagos de Chivilcoy con doña Manuela Loureyro y padre de 10 hijos, los lotes 3 y 5 de la Segunda sección de la provincia de Buenos Aires, en las inmediaciones de lo que posteriormente fue el pueblo de González Moreno. Eran 13 161 ha y en ellas se fundaron la estancia y la colonia "San Francisco". Así se formó, cuando se aproximaba el siglo XX, se formó un caserío precario en la zona del Meridiano V, en tierras que pertenecían en ese entonces al partido de General Villegas. 
Don Remigio González Moreno había adquirido a Felizarda Braga de Durañona, el 7 de junio de 1887, las 20.000 ha. que posteriormente constituyeron la estancia "Don Remigio". A Ramón Durañona le compró una fracción de 8.552 ha. en las que años más tarde se asentó el pueblo que lleva su nombre, que ocupó 3.515 ha. En 1905/7 adquirió la estancia "San Eduardo" de Vilfrid Barón. Dados la prosperidad y el movimiento ferroviario generados en la zona, don Remigio solicitó autorización al gobierno provincial concedida el 23 de noviembre de 1903 para fundar un pueblo. 
En General Villegas se realizó un remate bajo el martillo del sr. Eduardo Chapeaurouge, y se distribuyeron chacras, quintas y solares. 
Comenzó a construirse la estación ferroviaria "Meridiano V", que dio servicio a partir del 1 de agosto de 1904 y que recibió la denominación "González Moreno" por resolución del 13 de noviembre de 1938. 
Don Remigio fue padre de cuatro hijos: Remigio (1857-1954), Carlos (1862-1915), Matilde y Alberto. Cuando falleció en 1904, su primogénito continuó su tarea. Remigio González Moreno (h), casado con Aurelia Joaquina Saguier y de Arrotea, fue socio de Juan Alberto Harriet, quien introdujo en la zona mejoras en las técnicas de explotación ganadera. El pueblo quedó rodeado por las grandes estancias de fines del siglo XIX, como la de don Alesio Falco, inmigrante piamontés que también había recorrido parte de la pampa e, instalado en el Meridiano V, arrendó tierras e inició su expansión territorial y económica. Falco introdujo una trilladora a vapor adquirida en Wisconsin, EE. UU., que representó un gran adelanto para la agricultura de la zona. Otra estancia fue la de don Francisco Arbizú, "La Sofía", de 25.000 ha. en la zona de Trenque Lauquen. La estancia "Los Trebolares" estuvo en manos inglesas hasta su venta a don Guillermo Seré, que la llamó "San Guillermo". 
En ella funcionó una escuela que contribuyó grandemente con su misión educativa. Otra estancia, centenaria, fue "Santa Aurelia de Oro", de don Bartolomé Ginocchio, dedicada al mejoramiento del ganado criollo mediante la cría de ejemplares para rodeo y para cabaña. La actividad de la cabaña fue premiada varias veces en las exposiciones ganaderas y alcanzó un auge tan grande en su desarrollo que la fisonomía de "Santa Aurelia" llegó a ser similar a la de un pueblo: contaba con un servicio policial permanente, almacén, pulpería, carnicería, panadería, sala de cine y escuela, ofreciendo también sus servicios a los habitantes de General Pico, Carlos Diehl y Los Trebolares. 
Dos colonias de actuación en la zona fueron "Drysdale", la más grande, y la ya mencionada "San Francisco", pero tuvieron el mismo fin de tantas otras que se habían establecido: tras diferentes políticas económicas a nivel nacional, fueron subdiviéndose hasta perder su fisonomía original. 
En la misma época en que se fundó el pueblo se habían instalado las líneas férreas que constituyeron el principal medio de transporte. La estación ferroviaria fue construida en 1903 con el nombre de Meridiano V y el servicio se inauguró el 1 de agosto de 1904. Posteriormente, por resolución del 13 de noviembre de 1938, se dispuso que la estación pasara a llamarse "González Moreno". En años posteriores se abrieron: en 1904 la delegación que cumple la función de nexo entre González Moreno y América; en 1906 el Registro Civil, con el Dr. Ricardo Bustos Fernández como titular; en 1909 el destacamento policial. En 1910 comenzó a construir se la capilla Nuestra Señora de Lourdes, que fue terminada en 1913 y remodelada totalmente en 1932, fue bendecida por Monseñor Juan Chimento. El Club Social y Deportivo abrió sus puertas el 19 de mayo de 1919); la usina eléctrica Meridiano V el 15 de abril de 1920; el "Independiente Fútbol Club" el 3 de julio de 1927 y en 1951 la sala de primeros auxilios, una sala de cine y la comisión de Fomento, cuyo presidente y vicepresidente fueron, en sus comienzos, don Duilio Bonzi y el Dr. Ramón Pérez Font, que recaudaba fondos para la comuna a través de la celebración de fiestas. 
Dados los primeros pasos de su expansión, a lo largo de sus 100 años de vida González Moreno no ha dejado de crecer y de contar con nuevas instituciones al servicio de su población.
Cabe recordar que en esta Localidad nació el Gran Maestro Nestor Enrique Ausqui, extraordinario guitarrista, reconocido mundialmente por haber dado más de 200 conciertos en E.E. U.U. y gran parte de Europa.

## Instituciones intermedias
- Refugio de Animales "Buscando Huellas"

- Independiente Fútbol Club

- Club Social y Deportivo González Moreno

- LIPOLC

- Taller Protegido "María Rosa Mística"

- Cámara de Comercio, Industria, Producción y Servicios

- Bomberos Voluntarios de González Moreno

- Centro Cultural "Sobrerrieles"

- Anfiteatro "Centenario"

- Instituto de Cultura Integral

- Centro de jubilados

- Fundación Meridiano

- Centro Tradicionalista Los Gauchos del Meridiano

- Cooperativa eléctrica limitada de González Moreno

- Jardín de infantes N.º 903 Juan Harriet

- Escuela N.º 4 Manuel Belgrano

- Escuela Secundaria Nº7 Vicealmirante Julián Irizar

## Fiestas
Fiesta del Hombre de Campo: realizada a mediados del mes de enero de cada año, la fiesta del hombre de campo va por su séptima edición con importantes artistas folclóricos y gran concurrencia de público.